# Bestfoods
Bestfoods était une entreprise américaine fabriquant et distribuant des produits alimentaires.

## Historique
En 1932, l'entreprise Best Foods, fabricant la mayonnaise du même nom sur la côte ouest des États-Unis, rachète sa concurrente Hellmann's.
En 1958, elle prend le contrôle du fabricant allemand de soupes déshydratées Knorr. Elle-même fut rachetée en 1959 par Corn Products Refining Company, pour former Corn Products Company (appelée CPC International à partir de 1969).
En 1988, CPC prend le contrôle de Banania et de Benco auprès de Clin-Midy, puis en 1995, de l'activité sauces et mayonnaise de Lesieur.
En 1997, CPC International est séparée en deux entités : Bestfoods pour les produits alimentaires, et Corn Product International.
En 2000, Bestfoods est rachetée par Unilever. Elle est alors fusionnée avec deux autres filiales alimentaires d'Unilever, Amora Maille et Astra-Fralib, pour devenir Unilever Bestfoods.